# John McLaughlin (animateur)
Pour les articles homonymes, voir John McLaughlin et McLaughlin.
John McLaughlin, né le 29 mars 1927 à Providence (Rhode Island) et mort le 16 août 2016 à Washington, D.C., est un animateur de télévision et un commentateur politique américain. Il anime l'émission d'affaires publiques The McLaughlin Group (en). Il fut jésuite de 1947 à 1975.

## Biographie
John McLaughlin obtient deux maîtrises au collège de Boston et un doctorat à l'université Columbia. Entré dans la Compagnie de Jésus en 1947 et ordonné prêtre, il s'oppose d'abord à la guerre du Viêt Nam. Candidat au Sénat américain (malgré l'interdiction de ses supérieurs religieux) puis rédacteur des discours de Richard Nixon, il finit par quitter les jésuites (1975).

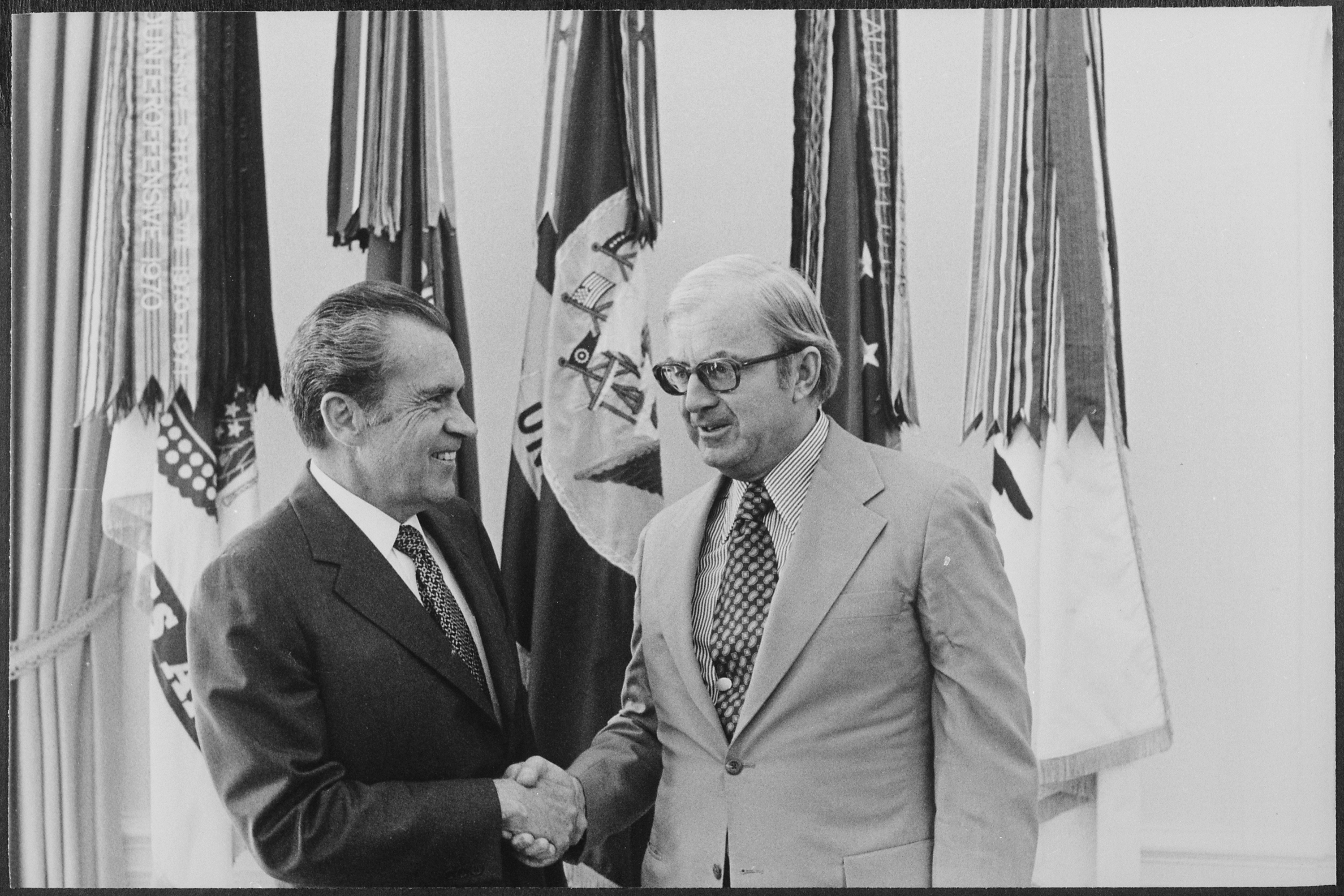
Nixon et John McLaughlin en 1974.

John McLaughlin devient un partisan de la guerre et trouve un ami chez Pat Buchanan. Il épouse Ann Dore, ex-directrice de sa campagne électorale qui occupera le poste de secrétaire au Travail sous Ronald Reagan.
Divorcé en 1992, il se remariera plus tard. En affaires publiques, ses opinions varient considérablement de sujet en sujet. En 2004, il annonça qu'il voterait pour le démocrate John Kerry.
Sur l'émission The McLaughlin Group, il interroge ses coanimateurs en leur demandant leur avis sur une échelle de un à dix, souvent avec des questions à valeur métaphysique. Son style d'animation insolite a fait l'objet de parodies par plusieurs comédiens, notamment par Dana Carvey sur Saturday Night Live.

## Caméo
Il joue son propre rôle dans le film Président d'un jour (1993).